# Nikolaikyrkan, Leipzig

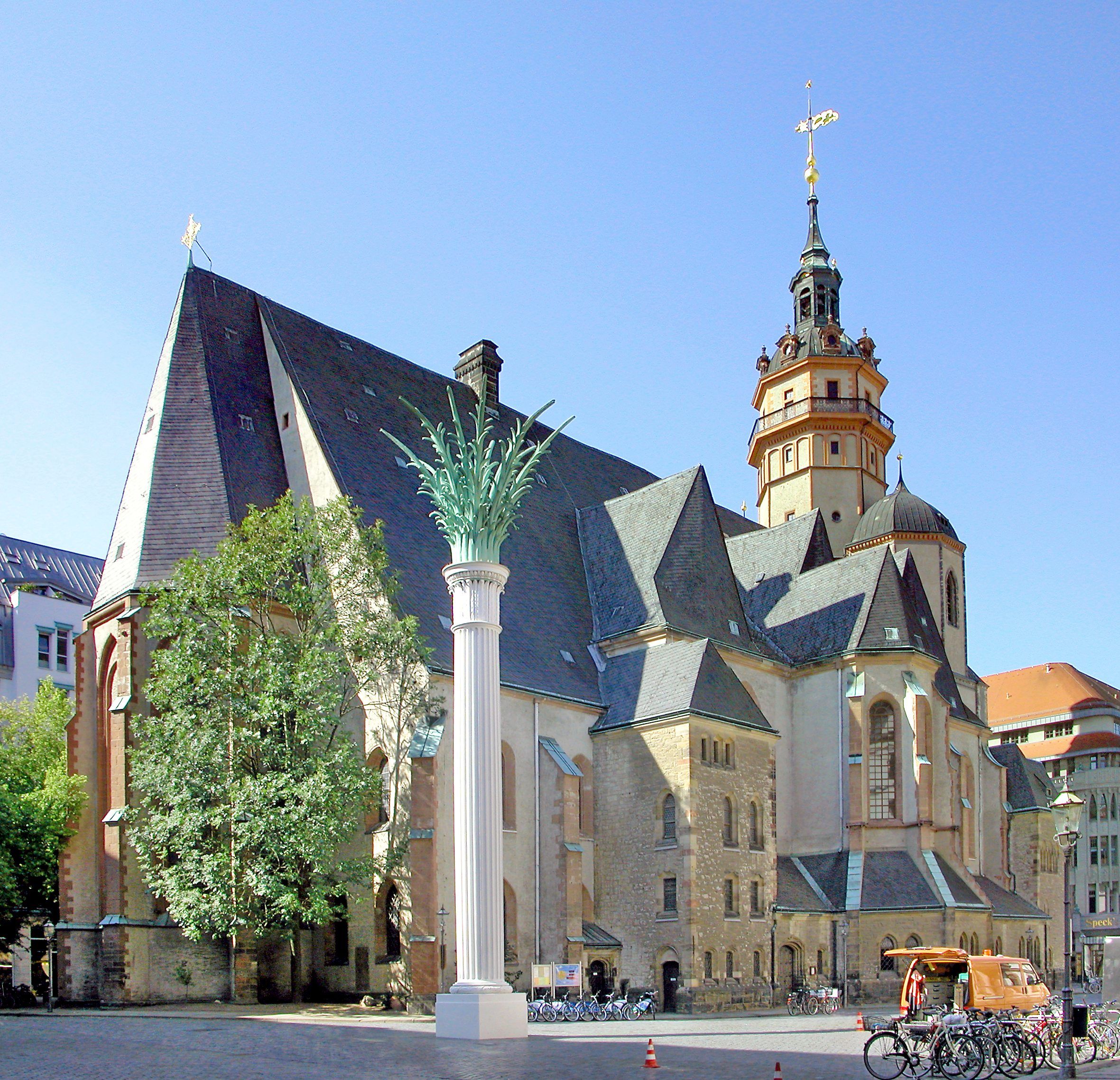
Nikolaikyrkan

Nikolaikyrkan i Leipzig, på tyska officiellt Stadt- und Pfarrkirche St. Nikolai, är stadens äldsta och största kyrka, uppkallad efter Sankt Nikolaus, och tillsammans med Thomaskyrkan en av den historiska innerstadens två huvudkyrkor. Kyrkan grundlades 1165 som en romansk kyrka och byggdes om i sengotisk stil under 1400-talet och 1500-talet. Det barocka mittornet uppfördes 1730 till 1734. Kyrkan är sedan 1539, då Justus Jonas den äldre och Martin Luther predikade reformationen i kyrkan, huvudkyrka för S:t Nikolai församling inom Sachsens evangelisk-lutherska landskyrka. Kompositören och Thomaskantorn Johann Sebastian Bach uruppförde under 1700-talet många av sina kantater och oratorier i Nikolaikyrkan med Thomanerchor, bland annat Johannespassionen år 1724.
Nikolaikyrkan spelade en central roll i den fredliga revolutionen i Östtyskland som utgångspunkt för måndagsdemonstrationerna, som blev en viktig inledning till Berlinmurens fall och i förlängningen Tysklands återförening. I kyrkan hölls under 1980-talet måndagsböner för freden, och 1988–1989 bildades omfattande demonstrationer för demokrati och yttrandefrihet i anslutning till måndagsbönerna.